# Кондиционализм
Кондиционализм (от лат. conditio — «условие») — философское учение, заменяющее понятие причины понятием комплекса условий. Учение получило распространение не только в философии, но и в биологии, медицине и психологии. Сторонники учения ставят под вопрос значение и необходимость поиска объективных причин явлений; болезней в медицине. И вместо этиологических факторов изучаются комплексы условий.